# Sulęcin
Sulęcin (německy Zielenzig) je město v Polsku v Lubušském vojvodství ve stejnojmenném okrese. Leží na řece Postomie, 35 km jižně od Gorzówa, 60 km severozápadně od Zelené Hory, 35 km východně od německých hranic. V roce 2021 zde žilo 9 850 obyvatel. V blízkosti města se nachází vojenský prostor.

## Partnerská města
- Beeskow, Braniborsko, Německo
- Friedland, Braniborsko, Německo
- Kamen, Severní Porýní-Vestfálsko, Německo
- Nowy Tomyśl, Velkopolské vojvodství, Polsko